# Eucteniza
Eucteniza és un gènere d'aranyes migalomorfas de la família dels euctenízids (Euctenizidae). Viuen a Mèxic i al sud-oest dels Estats Units. És el gènere tipus de la família Euctenizidae, una família que anteriorment es considerava una subfamília dels cirtauquènids.
Dins dels euctenízids, Eucteniza es classifica dins la subfamília Euctenizinae. Les comparacions dels trets morfològics i de comportament suggerien que el seu parent més proper és Neoapachella rothi, una aranya d'hàbitat forestal que viu a Arizona i Nou Mèxic. Estudis més recents, incloent anàlisis de semblances d'ADN, suggereixen una relació més estreta amb el gènere Entychides, que té diverses espècies que es troben des d'Arizona fins a Texas i Mèxic.

## Llista d'espècies
Segons Bond & Godwin, es reconeixen les següents espècies:
| Espècies                                      | Distribució geogràfica                                                                                                |
| --------------------------------------------- | --- |
| Eucteniza cabowabo Bond & Godwin, 2013        | La Paz i Los Cabos (Baixa Califòrnia Sud)                                                                             |
| Eucteniza caprica Bond & Godwin, 2013         | Tamaulipas, Mèxic |
| Eucteniza chichimeca Bond & Godwin, 2013      | Querétaro, Mèxic |
| Eucteniza coylei Bond & Godwin, 2013          | Morelos, Mèxic |
| Eucteniza diablo Bond & Godwin, 2013          | La Paz, Baixa Califòrnia Sud                                                                                          |
| Eucteniza golondrina Bond & Godwin, 2013      | Sótano de las Golondrinas, San Luis Potosí, Mèxic                                                                     |
| Eucteniza hidalgo Bond & Godwin, 2013         | Hidalgo, Mèxic |
| Eucteniza huasteca Bond & Godwin, 2013        | La Huasteca Canyon, Nuevo León, Mèxic                                                                                 |
| Eucteniza mexicana Ausserer, 1875             | Conegut únicament a partir d'un exemplar de Ciutat de Mèxic i l'holotip, la localitat del qual és simplement "Mèxic". |
| Eucteniza panchovillai Bond & Godwin, 2013    | San Juan del Rio, Durango, Mèxic                                                                                      |
| Eucteniza relata (O. Pickard-Cambridge, 1895) | Al nord i centre de Mèxic, i centre de Texas.                                                                         |
| Eucteniza ronnewtoni Bond & Godwin, 2013      | Comtat de Val Verde i Brewster, Texas                                                                                 |
| Eucteniza rosalia Bond & Godwin, 2013         | Mulegé, Baixa Califòrnia Sud, Mèxic                                                                                   |
| Eucteniza zapatista Bond & Godwin, 2013       | Paso de Cortes, Puebla, Mèxic                                                                                         |